# Хемоселективність
Хе́моселекти́вність (англ. chemoselectivity, рос. хемоселективность) — здатність хімічного реагенту взаємодіяти переважно з якоюсь однією функціональною групою з-поміж двох чи більше інших. Поняття якісне й трактується таким чином: реагент має тим вищу хемоселективність, чим більш обмеженим є коло функціональних груп, з якими він здатний взаємодіяти. Наприклад, борогідрид натрію є більш хемоселективним відновником, аніж алюмогідрид літію.
Інколи термін використовується у випадку 100 % хемоселективності.